# 랩비트 페스티벌
랩비트 페스티벌(RAPBEAT FESTIVAL)은 2014년부터 진행된 '랩비트쇼(RAPBEAT SHOW)’에서 시작하여 2018년부터는 페스티벌 규모로 확장, 매년 9월 진행하고 있는 국내 페스티벌이다.

## 특징
랩비트 페스티벌은 국내 최다 라인업과 최장 시간 공연하는 것으로 유명하다. 2019년에는 114명의 아티스트 출연. 660분 동안 진행됐다.
매년 HARE SQUEAD, PHONY PPL, keshi, THEY.와 같은 해외 아티스트들을 출연시켜 왔다. THEY.를 랩비트 페스티벌에서 보고 팬이 되었다며 해외 투어에도 따라갔다는 사람이 있었을 정도. 심지어 F(x)의 크리스탈도 PHONY PPL을 직관하기 위해 랩비트 페스티벌2018 에 왔었다고 함.
(포니피플, 케시 등 요즘 핫한 뮤지션들이 이미 랩비트 페스티벌로 내한한 것을 보면, 컬쳐띵크가 아티스트 섭외하는 수준이 선구안이지 않나 생각한다. 몇 수 앞을 보는 건지.. 앞으로도 해외 아티스트도 많이 데려와 줬으면 좋겠다)
랩비트 페스티벌은 총 3개의 무대로 구성되어 있다. 작년 기준 메인 무대라고 할 수 있는 랩비트 플레닛(RAPBEAT PLANET)에는 이센스, XXX 일리네어, 메킷레인 등 가장 핫한 아티스트들이 공연했으며, 칠렉스 플레닛(CHILLAX PLANET)에서는 지코, DPR LIVE, 볼빨간 사춘기, 자이언티 등 R&B, 인디 장르의 아티스트들이 공연했다. 마지막 언노운 플레닛(UNKNOWN PLANET)은 ‘이제껏 본 적 없는 스페셜 스테이지’ 라고 공개한 적 있는데, 해쉬스완이 속해있는 홈즈 크루(Holes Crew)와 일산을 중심으로 활동하는 오사마리 크루(OSAMARI CREW), 쇼미더머니8으로 화재가 된 쇄빙선 등 대중들에게는 아직 낯설지만 개성 넘치는 루키 아티스트들이 무대를 꾸몄다.

## 연혁

### 2024년
'RAPBEAT 2024'는 10주년을 맞이하여 더욱 규모를 키워 9월 21일, 22일 양일간 송도 달빛축제공원에서 개최된다.
MULTI-GENRE MUSIC FESTIVAL로 도약을 예고한 바 있어 올해는 힙합 외에도 락/인디/K-POP 등 다양한 장르의 아티스트가 함께한다.
1차 라인업 공개 이후 가장 화제가 되었던 것은 미국 동부 힙합의 황제 Nas의 내한이다. Nas는 2013년 이후 약 11년 만에 RAPBEAT를 통해 내한을 확정지었으며, 페스티벌의 둘째 날인 22일(일요일)의 헤드라이너로 팬들을 찾아올 예정이다. 올해가 Nas의 명반인 [Illmatic] 발매 30주년이 되는 해이기도 하여, 아티스트 뿐 아니라 Nas를 사랑하는 국내 팬들에게 뜻깊은 시간이 될 것으로 기대된다.
올해부터는 한국 대중 음악의 초석을 다져준 아티스트에 대한 존경의 마음을 담은 "LEGEND STAGE"가 신설되어, 퓨전 재즈의 선구자 빛과 소금이 해당 스테이지로 관객들을 찾아온다. 최연소 라인업으로는 SNS에서 합주 영상으로 바이럴 되었던 KIDS ELECTRIC ORCHESTRA가 이름을 올렸다.[2]
선입장이 가능한 로켓패스는 늘 많은 관객들의 관심을 받았는데, 올해는 일반 선입장 티켓인 '위메프 패스'와 번호 지정이 가능한 선입장 티켓 '위메프 슈퍼패스' 두 가지로 나누어 권종이 추가되었다. '위메프 슈퍼패스'의 경우 번호 순으로 최초 입장할 수 있는 혜택 외에도, 단독 물품 보관소 이용 및 RAPBEAT 2024 공식 슬로건을 받아볼 수 있다.
넓은 페스티벌 부지에서 편안한 좌석 관람을 원하는 관객들을 위한 'RAPBEAT COMBO' 또한 최초로 선보이기도 했다. 'RAPBEAT COMBO'는 지정 좌석을 선택하여 예매할 수 있으며, 별도의 드링크 존을 무제한으로 이용할 수 있는 혜택을 만나볼 수 있는 것이 특징이다.

### 2023년
'RAPBEAT 2023'은 9월 2일, 3일 양일간 서울랜드에서 개최된다. 일반 티켓인 1DAY, 2DAYS 티켓 외에 올해는 선입장 티켓인 로켓 패스로 'KREAM PASS' 권종이 추가됐다. KREAM PASS는 한정 수량으로 판매되며, 선입장 및 전용 휴식 공간 제공 등 다양한 혜택이 있다고 한다.
해당 티켓은 KREAM 앱이나 사이트에서 예매할 수 있으며, 일반 티켓 예매는 위메프 공연티켓, TRAZY에서 진행 중이다.
RAPBEAT는 현재 1차 라인업이 공개 완료된 상태이며, 올해는 해외 아티스트로 조이배드애스가 온다고 한다.
2018년 이후 5년 만의 내한인만큼 많은 힙합 팬들이 열광하고 있다.
그 밖에도 태양, 지코, NELL 등 다양한 장르의 국내 최정상 아티스트들이 함께하며 초대형 뮤직 페스티벌의 진가를 보여주고 있다. 특히, 올해는 'ROAD TO RAPBEAT with THE:RISE'라는 캠페인을 진행한다. 로드 투 랩비트는 아티스트 발굴 캠페인으로, 우승자에게는 RAPBEAT 2023 오프닝 무대에 설 수 있는 특권을 제공한다고 한다. 이 밖에도 결선 진출자는 힙합 커뮤니티 '힙합엘이'의 'THE:RISE' 콘텐츠에도 출연할 수 있다.

### 2022년
‘RAPBEAT 2022’는 서울랜드에서 9월 3일, 9월 4일 이틀에 걸쳐 개최된다.링크
2019년 진행된 ‘KB RAPBEAT FESTIVAL’ 이후 3년 만에 개최되는 오프라인 공연이다.
기존 1일권, 양일권과 더불어 MUSINSA PASS 권종이 추가됐다. 한정수량으로 판매되는 MUSINSA PASS는 예매순 선입장, 전용 티켓 부스 및 관람 구역, 공식 MD 50% 할인권 증정의 혜택이 있다고 한다.
5월 4일 1차 라인업이 공개됐다.링크
해외 아티스트로 국내외에서 큰 호평을 받고 있는 Amine와 그래미 어워드 Best Progressive R&B Album 부문 수상자인 ‘Lucky Daye’가 이름을 올렸다.
6월 16일, 추가 라인업으로 블랙핑크 멤버들의 샤라웃을 받은 한국계 미국인 싱어송라이터 AUDREY NUNA가 깜짝 공개되었다.
최종 라인업으로는 국내 아티스트로 사이먼 도미닉, 로꼬, CL, E SENS, 넬, 자이언티, pH-1, 블루, 릴보이, 비비, 애쉬 아일랜드, 릴러말즈, 수퍼비, 언에듀케이티드 키드, 키드밀리, 저스디스, 루피, 빅나티, 비오, B.I, 미노이, 호미들 등이 이름을 올렸다.
라인업에 대한 여론은 Amine와 최근 활발하게 활동하는 아티스트들이 대부분 섭외되어 긍정적인 반응을 보인다.
5월 26일 MUSINSA PASS ZONE의 자세한 내용이 공개됐다.

### 랩비트 페스티벌 리무브(RAPBEAT FESTIVAL RE:MOVE)

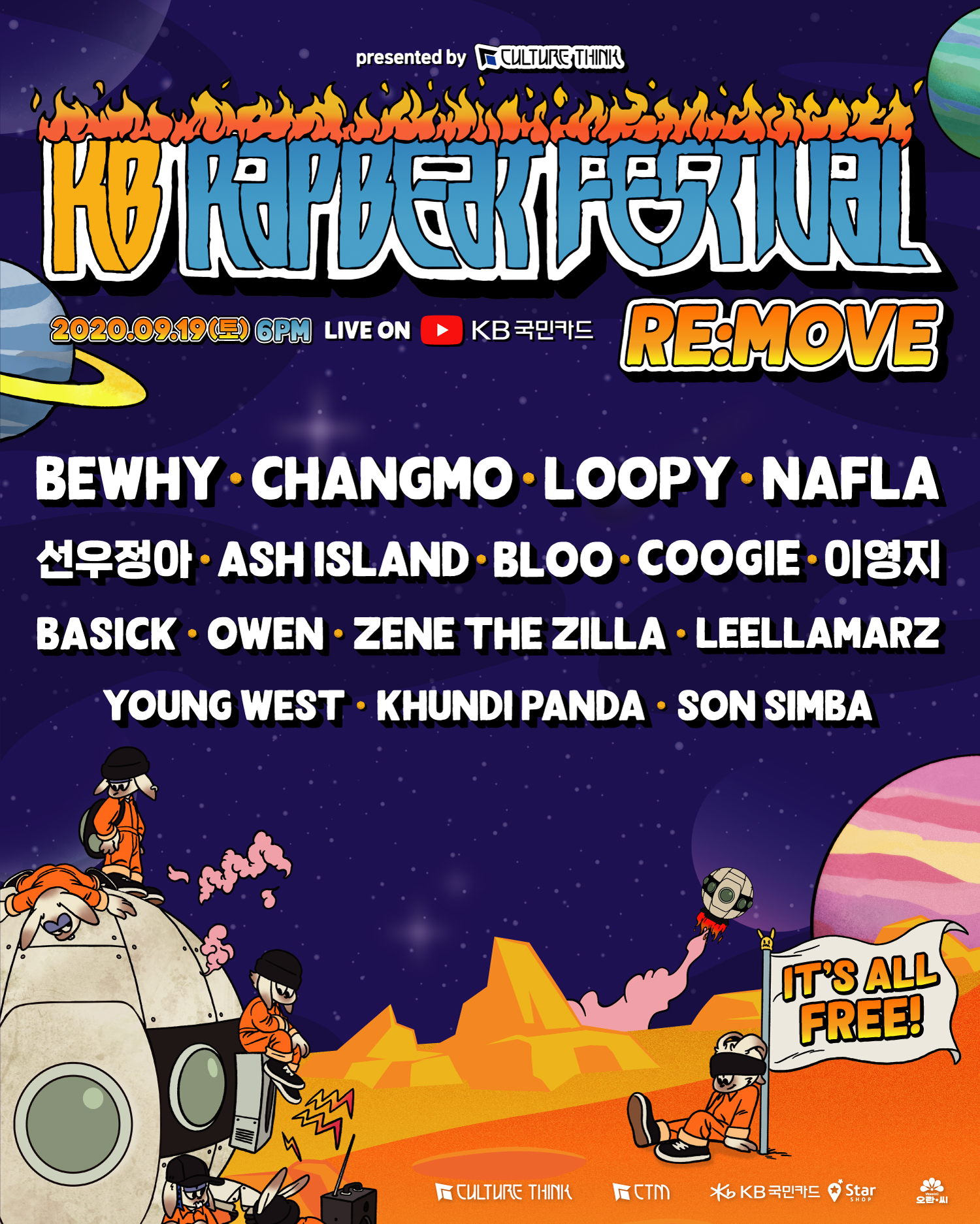
랩비트 페스티벌 리무브 공식 포스터

‘랩비트 페스티벌 리무브(KB RAPBEAT FESTIVAL [RE:MOVE])’는 랩비트 페스티벌 2020이 진행될 예정이었던 2020년 9월 19일에 KB국민카드 공식 유튜브 채널에서 실시간 스트리밍 되었다.
멈춘 일상은 지우고(REMOVE) 다시 만나는 그 날을 위해 나아가자(RE-MOVE)라는 의미를 담았다고 하며, 약 3시간 동안 생중계가 진행되었고 20만 명의 누적 시청자 수를 기록했다.
개최 전부터 아티스트에게 직접 쓴 편지를 전달 할 수 있는 컬쳐띵크 포스트 박스(CULTURE THINK POST BOX)와 기대평 댓글 이벤트 등 다채로운 이벤트를 진행하며 팬들 사이에서 화제가 되었다.
주최사인 컬쳐띵크는 코로나바이러스감염증-19에 취약한 어르신들의 위생 방역 물품 지원을 위한 모금을 해피빈에서 진행했으며, 공연이 진행되는 동안 시청 인증 이벤트를 진행하여 게시글 당 357원씩 환산한 금액을 직접 기부했다고 한다.
행사 당일이 비와이 데뷔 8주년이었다고 함
데자부 그룹(Dejavu Group)은 공연 중간에 실시간으로 질문에 답하는 시간을 가졌는데 ‘비트도 하나님이 만드시는 거냐’는 질문에 ‘그렇다’고 답했다. 또한 무대 위에 있던 오란씨를 맛 별로 소개하며 ‘오란씨 앞광고한다’, ‘저 정도면 오란씨 홍보대사 아님?’ 등의 채팅이 쏟아졌다.
아티스트 등장 영상에는 각 아티스트들이 가사로 전하는 응원 메시지가 나왔는데 창모만 ‘공연장에서 언제보냐! 건강조심!’이라는 진짜 응원의 메시지를 남겼다고 함  창모한테 가사 적는 거라고 왜 안 알려줌ㅋㅋㅋㅋ
쿠기는 행사 당일 공개된 신곡 ‘Life Goes On’을 처음으로 선보였다.

### 2020년

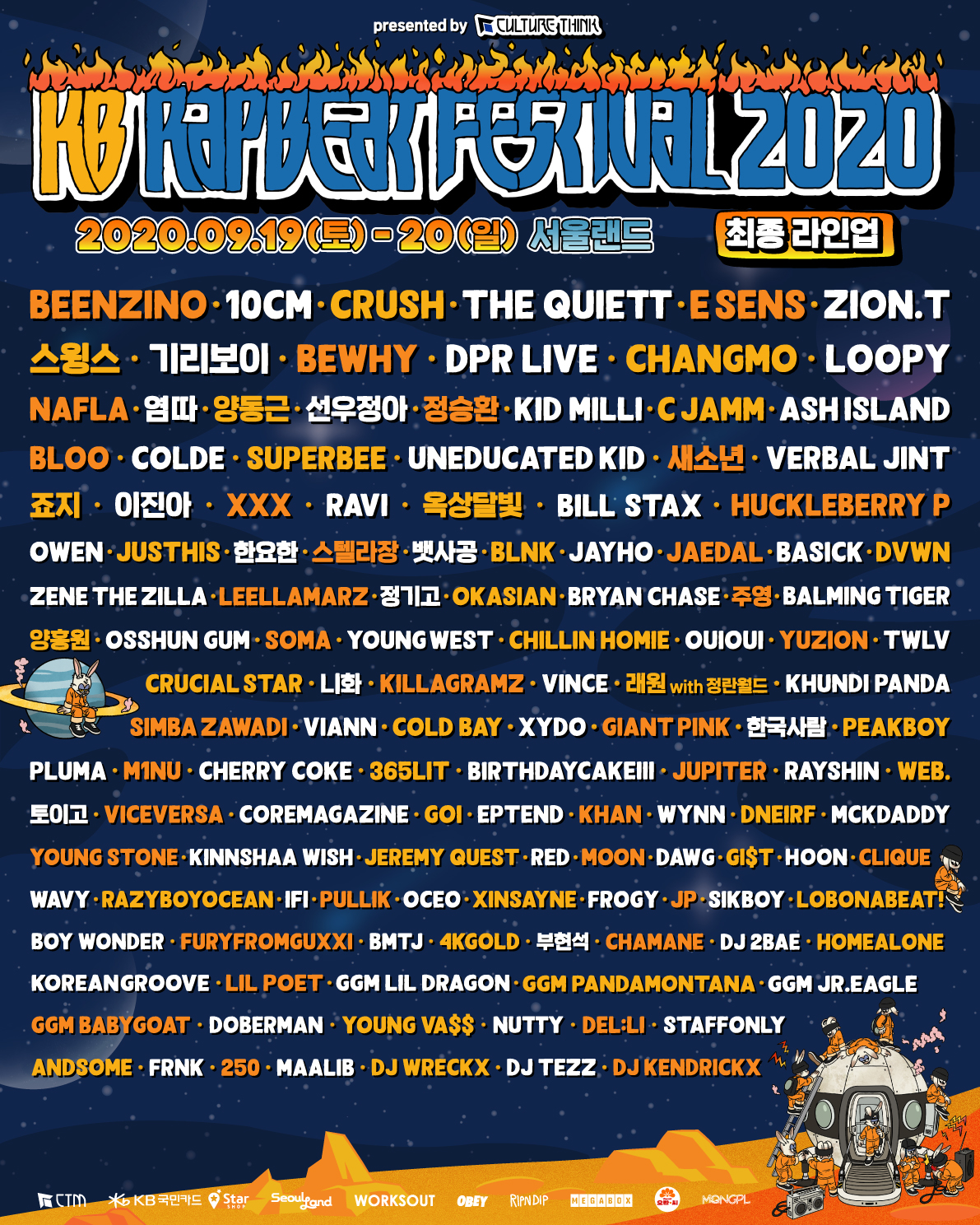
랩비트 페스티벌 2020 공식 포스터

서울랜드에서 2020년 9월 19일, 20일 이틀 간 200명이 넘는 아티스트들이 무대를 꾸밀 예정이었다.
빈지노, 더콰이엇, 이센스, 스윙스, 창모, 비와이, 기리보이, 염따 등 힙합 아티스트들은 물론 10CM, 크러쉬, 선우정아, 새소년, 정승환 등 핫한 보컬리스트들의 출연이 예정되어 있었다.
역대급 출연진과 규모로 많은 기대를 받았으나 코로나바이러스감염증-19의 확산으로 지역사회의 추가적인 피해 확산을 방지하며 관객들의 건강과 안전을 최우선으로 하겠다는 주최측의 입장으로 2021년 9월 11일, 12일로 연기 되었다.
행사가 연기됨에 따라 주최사 컬쳐띵크는 파격적인 티켓 혜택을 제공했다. 랩비트 페스티벌 2021의 개최일까지 티켓을 취소하지 않고 유지한 경우 일일권은 양일권으로 업그레이드, 양일권은 2022년도 티켓까지 제공한다고 한다.
또한 오프라인 공연을 기다려 준 관객들과 코로나바이러스감영증-19의 장기화로 지쳐있는 모든 분들에게 응원의 뜻을 전하는 취지로 온라인 무료 공연, ‘랩비트 페스티벌 리무브(KB RAPBEAT FESTIVAL [RE:MOVE])’를 선보였다.

### 2019년
2019년 9월 28일 컬쳐띵크(CULTURE THINK)와 KB국민카드가 함께 서울랜드에서 ‘KB RAPBEAT FESTIVAL 2019’를 개최했다. 총 114명의 아티스트가 무대를 꾸몄으며, 4만 여명의 관객이 페스티벌을 찾았다.
국내 아티스트로는 빈지노, 이센스, 지코, 자이언트 등 100여명의 최정상 힙합 뮤지션들이 출연했으며, LA 힙합 듀오 THEY. 와 감성적인 사운드로 많은 국내 팬들을 보유한 keshi 가 첫 내한을 하며 무대에 올랐다.
당시 빈지노가 무대에서 내려가기 싫어서 시간까지 멈춰달라고 함. 마지막 두 곡이 나올 땐 여자친구 스테파니미초바가 무대에 깜짝 등장했었다.
DPR LIVE는 무대에 맨 앞줄 남자 관객을 무대 위로 올려서 같이 공연했는데, 마이크 잡고 더블링 치고 어깨동무도 하면서 무대를 장악해버렸었다. 다들 DPR이 섭외했는데 팬 인척하는 거 아니냐며
장소가 서울랜드인만큼 자유이용권으로 공연도 보고 놀이기구도 즐길 수 있었다.
가격 대비 라인업이 미쳤다는 후기가 많다.

### 2018년
2018년 9월 15일 고척스카이돔에서 총 83명의 아티스트가 무대에 오르며 국내 힙합 역사상 최대 규모로 펼쳐졌다. 이날 페스티벌에는 약 3만 5천여명의 관객이 참석했다.
힙합계의 대부 ‘양동근’을 비롯해 도끼, 더콰이엇, 해쉬스완, 식케이, ph-1 등 국내 최정상급 아티스트는 물론 미국 유명 R&B 그룹 PHONY PPL과 아일랜드 더블린 출신의 힙합 듀오 HARE SQUEAD가 무대에 올랐다.
양동근 무대 때는 주변에서 관객들이 다들 귀엽다고 난리를 쳤는데, 실제로 탄띠 노래 나올 때 파도 치면서 사람들 떼창이 장난아니었다.
재미있는 후문으로는 무대 중간중간에 나온 마운틴 듀 홍보 영상 음악이 중독성 넘쳐 음원으로 내달라는 요청이 폭주했었다고 한다. 결국 음원으로는 안나온 듯 하지만

### 랩비트쇼
2014년 7월 19일 ‘컬쳐띵크’가 주최한 랩비트쇼가 AX-KOREA에서 처음 열렸다. 프로젝트 맵핑이라는 화려한 빔 프로젝트와 함께 새로운 형식의 볼거리를 제시했다는 평가를 받았다.
2015년도 랩비트쇼에서는 지코가 자신의 유레카 무대 도중 웨이브를 선보이며 해당 영상이 SNS 상에서 큰 이슈가 되기도 했다.
2017년에는 호주 시드니에서 ‘랩비트쇼 2017 인 오스트레일리아(RAPBEAT SHOW 2017 IN AUSTRALIA)’ 가 개최되었으며, 박재범, 자이언티, 로꼬, 헤이즈, 라비가 무대에 올랐다.